# Manapakkam
Manapakkam (o Manappakkam) è una suddivisione dell'India, classificata come census town, di 8.590 abitanti, situata nel distretto di Kanchipuram, nello stato federato del Tamil Nadu. In base al numero di abitanti la città rientra nella classe V (da 5.000 a 9.999 persone).

## Geografia fisica
La città è situata a 13° 0' 39 N e 80° 10' 7 E e ha un'altitudine di 13 m s.l.m..

## Società

### Evoluzione demografica
Al censimento del 2001 la popolazione di Manapakkam assommava a 8.590 persone, delle quali 4.466 maschi e 4.124 femmine. I bambini di età inferiore o uguale ai sei anni assommavano a 946, dei quali 490 maschi e 456 femmine. Infine, coloro che erano in grado di saper almeno leggere e scrivere erano 6.267, dei quali 3.431 maschi e 2.836 femmine.